# ستاره میهمان
در اخترشناسی سنتی چینی به ستاره‌ای که ناگهان در محلی از آسمان که پیش از آن ستاره‌ای در آن دیده نشده‌بود پدیدار شود ستاره میهمان (چینی: 客星) گفته می‌شود. 
اخترشناسی امروزی بر این باور است که این ستاره‌های میهمان که در چین باستان مشاهده شده همان ستاره‌های متغیر یعنی نواخترها و ابرنواخترها هستند. در اخترشناسی چینی، سه گونه «ستاره نو» توضیح داده می‌شد که یک گونه آن همین ستاره میهمان است و دو گونه دیگر در دسته همان پدیده‌ای قرار می‌گیرند که امروزه آن را به عنوان ستاره دنباله‌دار می‌شناسیم.
قدیمی‌ترین اشاره به ستاره‌های میهمان در هان شو (漢書)، کتاب تاریخ دودمان هان (۲۰۶ پ.م. تا ۲۲۰ میلادی) چین دیده می‌شود.